# Saint-Cybranet
Saint-Cybranet is een gemeente in het Franse departement Dordogne (regio Nouvelle-Aquitaine) en telt 350 inwoners (1999). De plaats maakt deel uit van het arrondissement Sarlat-la-Canéda.

## Geografie
De oppervlakte van Saint-Cybranet bedraagt 10,3 km², de bevolkingsdichtheid is 34,0 inwoners per km².
De onderstaande kaart toont de ligging van Saint-Cybranet met de belangrijkste infrastructuur en aangrenzende gemeenten.

## Demografie
Onderstaande figuur toont het verloop van het inwonertal (bron: INSEE-tellingen).

## Overleden
- Koos Schregardus (1976), Nederlandse uitgeefster
- Suzy van Hall (1978), Nederlandse danseres en verzetsstrijdster